# 화서초등학교
화서초등학교는 대한민국 경기도 수원시 팔달구 화서동에 있는 공립 초등학교이다.

## 연혁
- 1970.03.04 화서초등학교 개교(13학급 편성)
- 1980.11.08 수원초등학교로 7학급 분리
- 1985.03.01 화양초등학교로 13학급 분리
- 1987.03.06 병설유치원 1학급 개원
- 2005.02.28 방송실 리모델링
- 2007.11.15 학생용책걸상교체
- 2008.09.11 본관서측화장실개축공사
- 2009.01.08 학년연구실인테리어공사
- 2009.08.30 실내도색 및 교사외벽리모델링
- 2009.08.30 교실바닥마루재시공(30실)
- 2009.08.30 본관서측화장실개축공사
- 2010.02.10 장애인승강기설치
- 2010.10.22 도담관 준공
- 2014.02.14 제44회 졸업식(졸업생수) 124명 총 15,314명
- 2014.03.01 21학급 편성(특수1 포함) 유치원 3학급 편성
- 2014.07.01 제17대 오건호 교장선생님 부임
- 2015.02.13 제45회 졸업식(졸업생수) 103명 총 15,417명
- 2015.03.01 20학급 편성(특수1 포함) 유치원 3학급 편성